# 베이징 지하철 DKZ5형 전동차
베이징 지하철 DKZ5형 전동차(중국어: 北京地铁DKZ5型电动车组)는 베이징 지하철 13호선에서 운행하는 베이징 지하철의 통근형 전동차이다.

## 개요
DKZ5는 2002년 처음 생산됐으며 차량 전면은 청색, 측면은 은회색 도색으로 제작됐다. 초기에는 창춘 궤도객차 132대(번호 H401, H403-H434), 베이징 지하철차량창 88대(번호 H435-H456)가 후이룽관 차량단에 배치됐다. 13호선에 처음 사용된 모델인 H401과 H435는 2002년 말 인도되었는데, 창문을 여닫을 수 없었으며, 2003년 사스(SARS 중증급성호흡기증후군)를 겪으면서 모든 차량에 안쪽으로 여는 창문이 장착되었다. 초기 열차는 4량 편성으로 시작되었으나, 급속한 승객 증가에 대비하기 위해 2008년 6월부터 편성을 늘렸고, 2009년 3월에는 모두 6량 편성으로 확대했다. DKZ5형의 전면부가 주로 파란색으로 도색되어 있기 때문에 철도 동호인으로부터 “푸른 고양이(蓝猫)”이란 별명이 붙어있으며, 일부 열차는 2015년 도색이 변경된 후 “해골 고양이(骷髅猫)”라는 별명이 붙었으며, 베이징 지하철 공식 웨이보에서 소개되기도 했다.

## 열차 내부

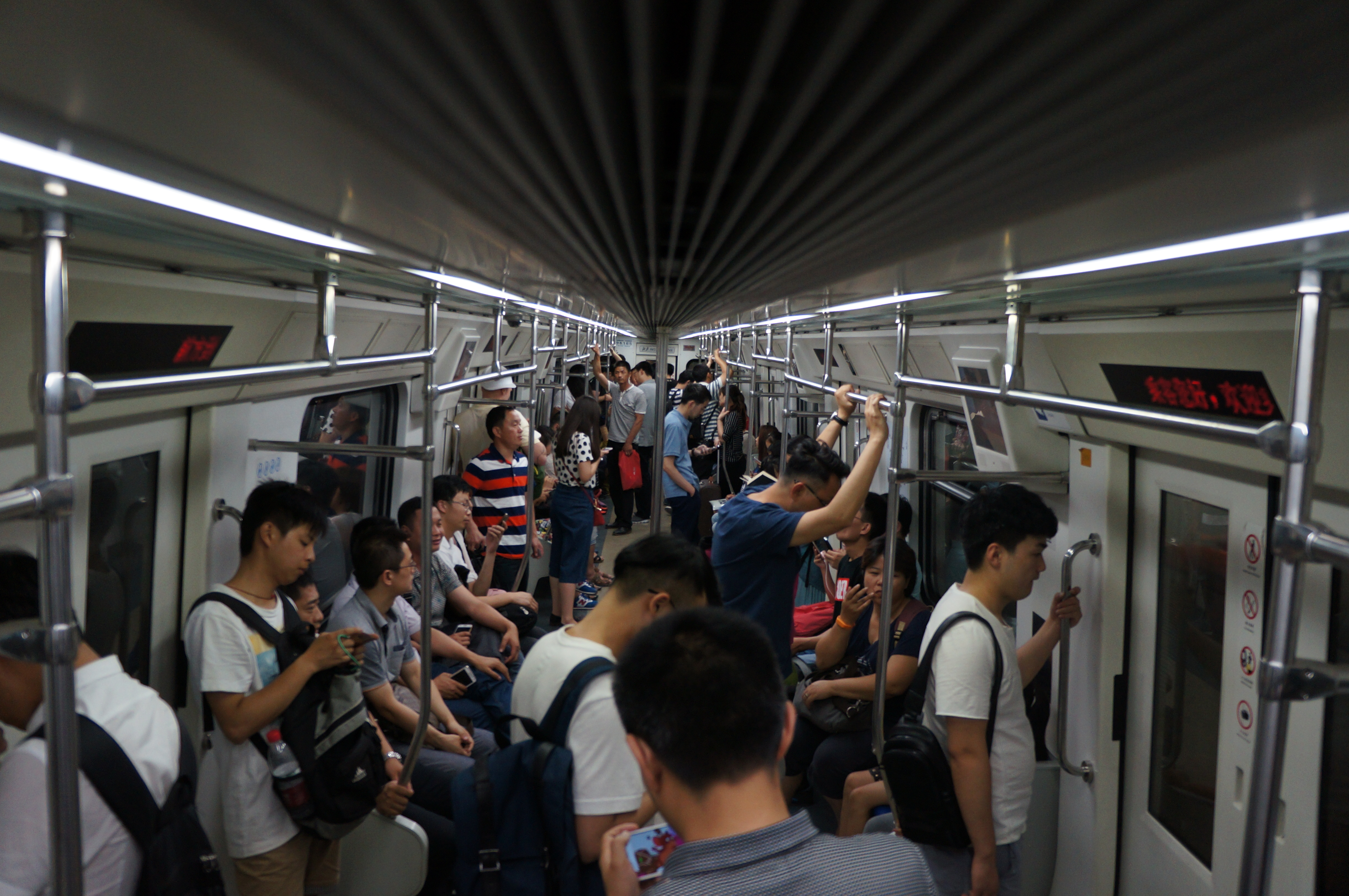
DKZ5형 내부

열차는 드럼형 차체이며, 출입문은 전동 내장문으로 각 객차에 총 4쌍의 출입문이 있다. 또 각 객차의 연결부에도 문이 연결되어 자동으로 닫힌다. 출입문 위에는 LED 디스플레이가 있다. 개조된 열차는 외장 교체 외에도 내부적으로 몇 가지 교체를 했는데, 객차간 통로문이 없는 대단면 통로로 변경하고, 출입문 위쪽의 LED 디스플레이는 13호선 노선도에 현재역과 열차방향을 LED로 알려주는 전자 노선도로 바뀌었고, 견인 시스템도 업데이트하였다.

## 편성
|            | DKZ5← 시즈먼둥즈먼 → |           |           |           |           |            |
| 객차번호   | 1                    | 2         | 3         | 4         | 5         | 6          |
| 집전장치   | 있음                 |           | 있음      |           |           | 있음       |
| 객차 유형  | DK32                 | DK33      | DK34      | DK33      | DK33      | DK32       |
| 형태 구분  | H4XX1 (Mc)           | H4XX2 (T) | H4XX3 (M) | H4XX4 (T) | H4XX5 (T) | H4XX6 (Mc) |
| 동력장치   | 장치1                | 장치1     | 장치2     | 장치2     | 장치3     | 장치3      |
| 기타 설비  |                      |           |           |           |           |            |
| 기계 설치  |                      |           |           |           |           |            |
| 차량 중량  |                      |           |           |           |           |            |
| 승객적재량 | 226명                | 244명     | 244명     | 244명     | 244명     | 226명      |

## 열차 배송 과정

### 1차 도입분
열차는 창춘 궤도객차에서 출발하여, 하다 철로, 선다 철로, 징친 철로, 베이징 철로 동북환선을 거쳐 황투뎬역에 진입한 후, 연결선을 통해 13호선 후이룽관역으로 진입하고, 훠잉역을 통과하여 후이룽관 차량단에 도착한다. 후속 DKZ6형, DKZ10형도 이런 경로로 운송됐다.

### 2차 도입분
열차는 베이징 지하철 차량 공장에서 출발하며, 베이징 지하철 차량 공장과 쑹자좡 주차장 사이의 연결선을 통해 쑹자좡 주차장에 도착한 후, 5호선을 통해 톈퉁위안 남역에 도착한 후, 13호선과의 연결선을 통해 13호선에 진입하여, 최종적으로 후이룽관 차량단으로 들어간다.

## 사고
- 2005년 11월 21일 13:55분쯤, H454호로 지정된 DKZ5 열차가 후이룽관 차량단 시운전선에서 시운전 하였을 때, 열차가 통제를 잃고 궤도를 이탈하여 13호선 둥즈먼에서 시즈먼까지 이동하여 13호선 운행에 차질을 빚었다. 20:00쯤까지 13호선 운행이 완전히 복구되었다.[3]
- 2007년 9월 4일 8시경, DKZ5 열차 한 대가 북에서 남으로 상디역까지 운행하다가 갑작스런 고장으로 13호선 전체가 38분 동안 마비되어,[4], 이 사고의 영향으로 수천 명의 승객이 이동했다.
- 2008년 9월 16일 8시경 시즈먼발 둥즈먼행 DKZ5형 열차 한 대가 시즈먼역 부근에서 돌발적인 고장으로 13호선이 20분간 운행이 중지되었다.[5]
- 2011년 8월 3일 7시경, 상디역에서 한 대의 DKZ5 열차가 고장을 일으켜 차량 안에서 연기가 발생하였으나,[6] 지하철공사 관계자에 따르면 열차에서 연기가 난다는 소문은 사실이 아니라고 밝혔다.

## 사진첩

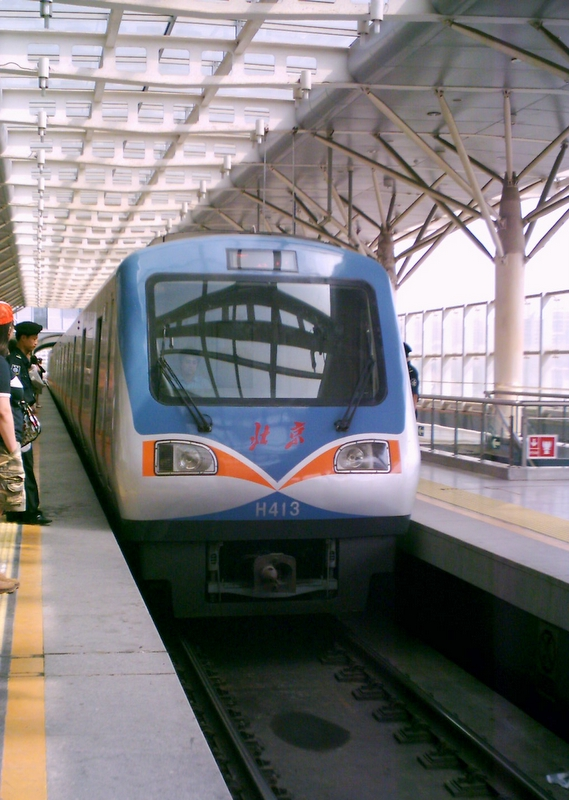
시즈먼역에서의 H413호 열차
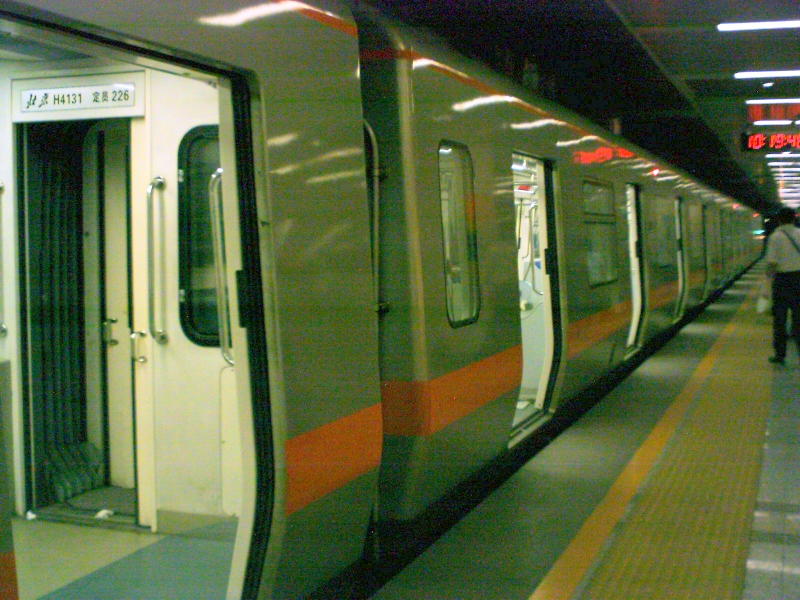
둥즈먼역에서의 H413호 열차
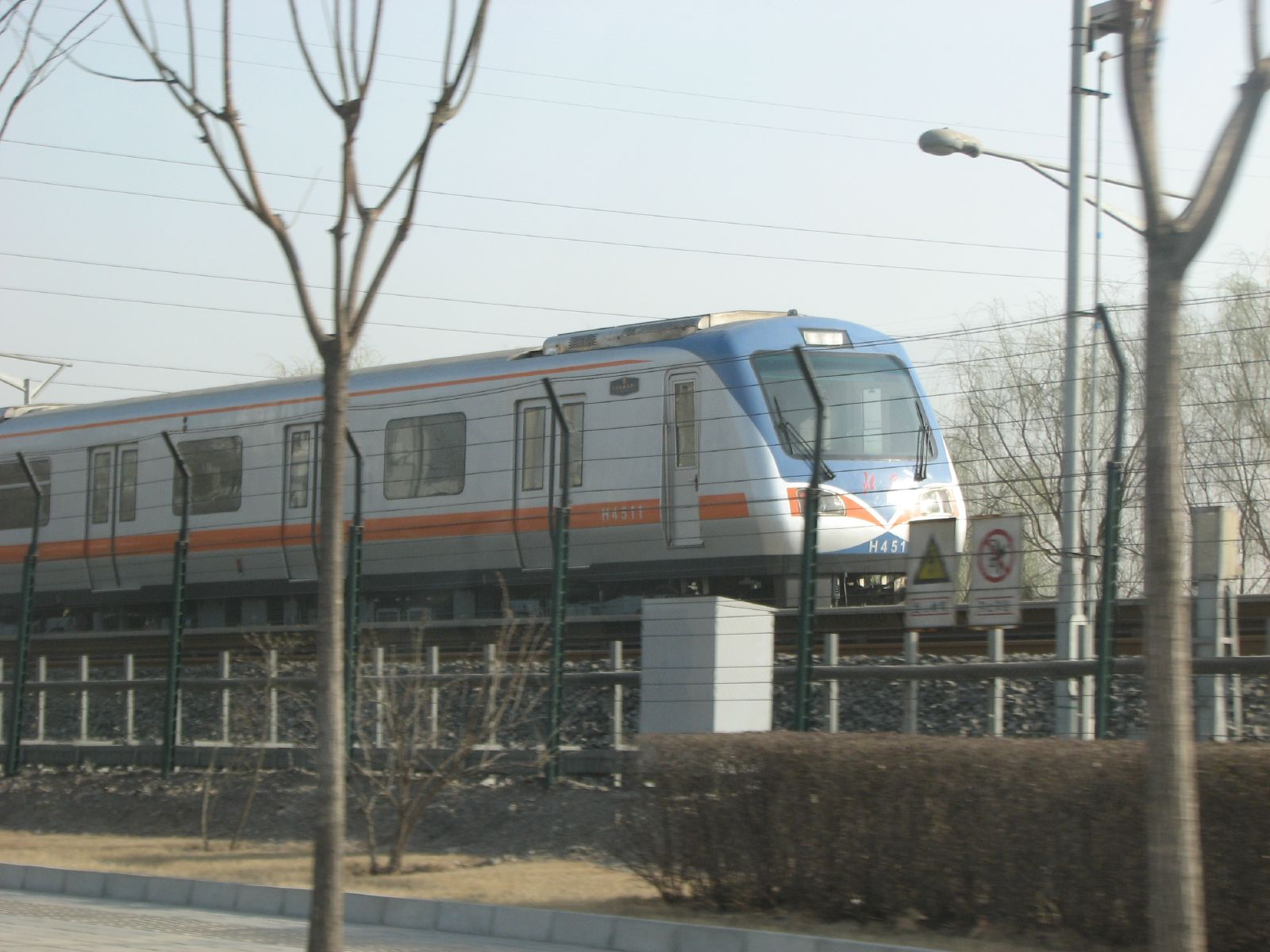
H451호 열차
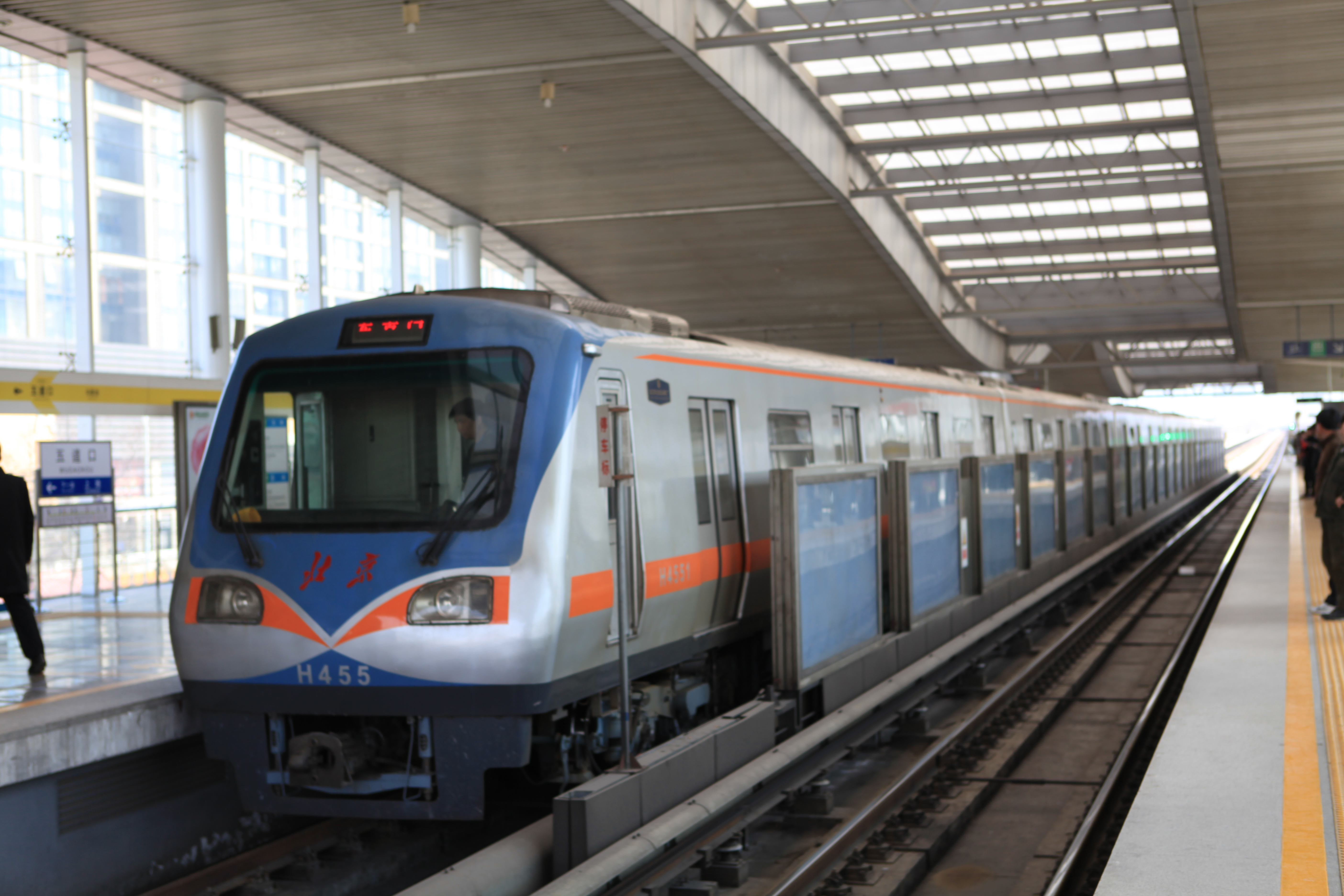
우다오커우역에서의 H455호 열차
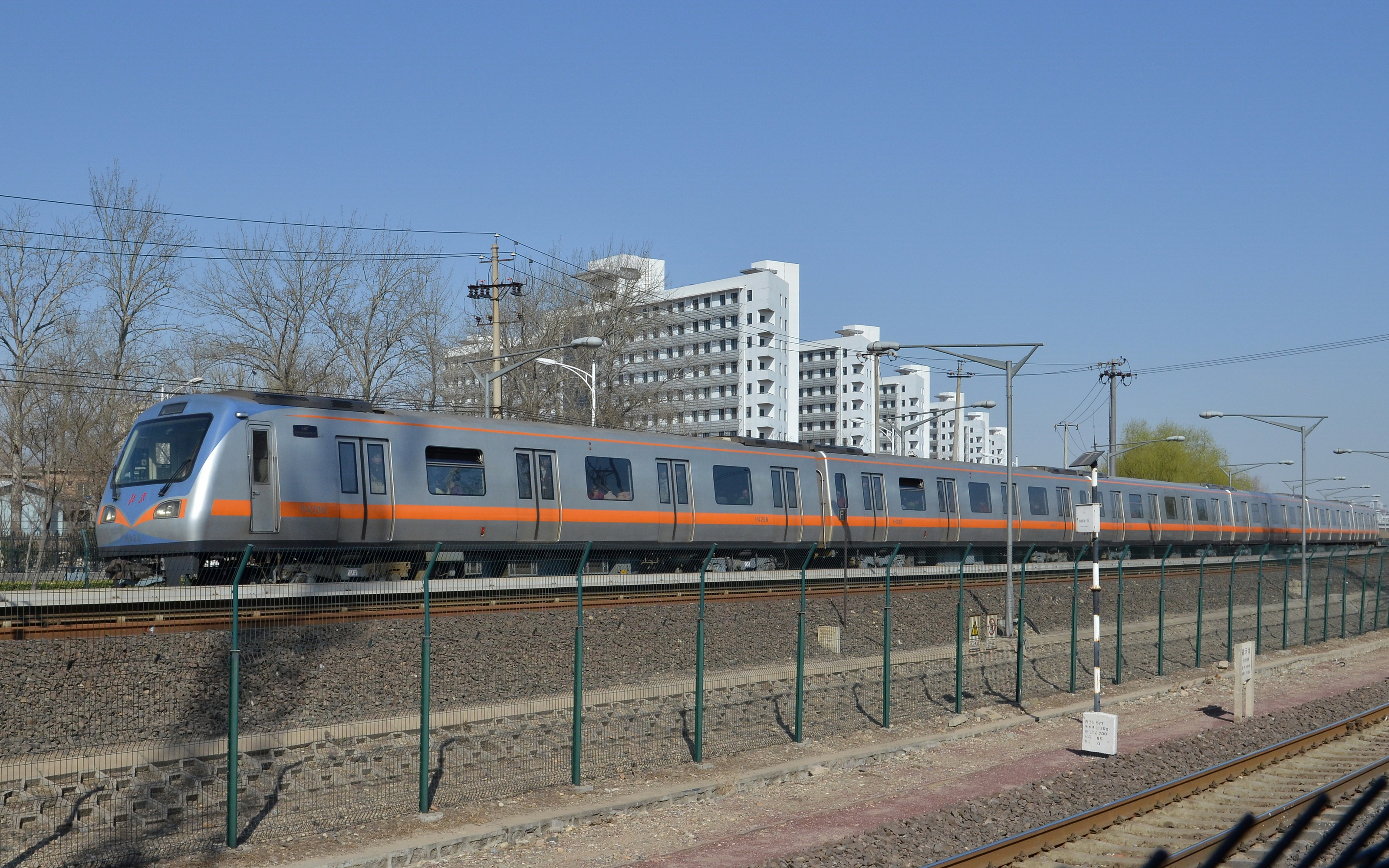
상디역에서 우다오커우역까지 운행중인 H426호 열차
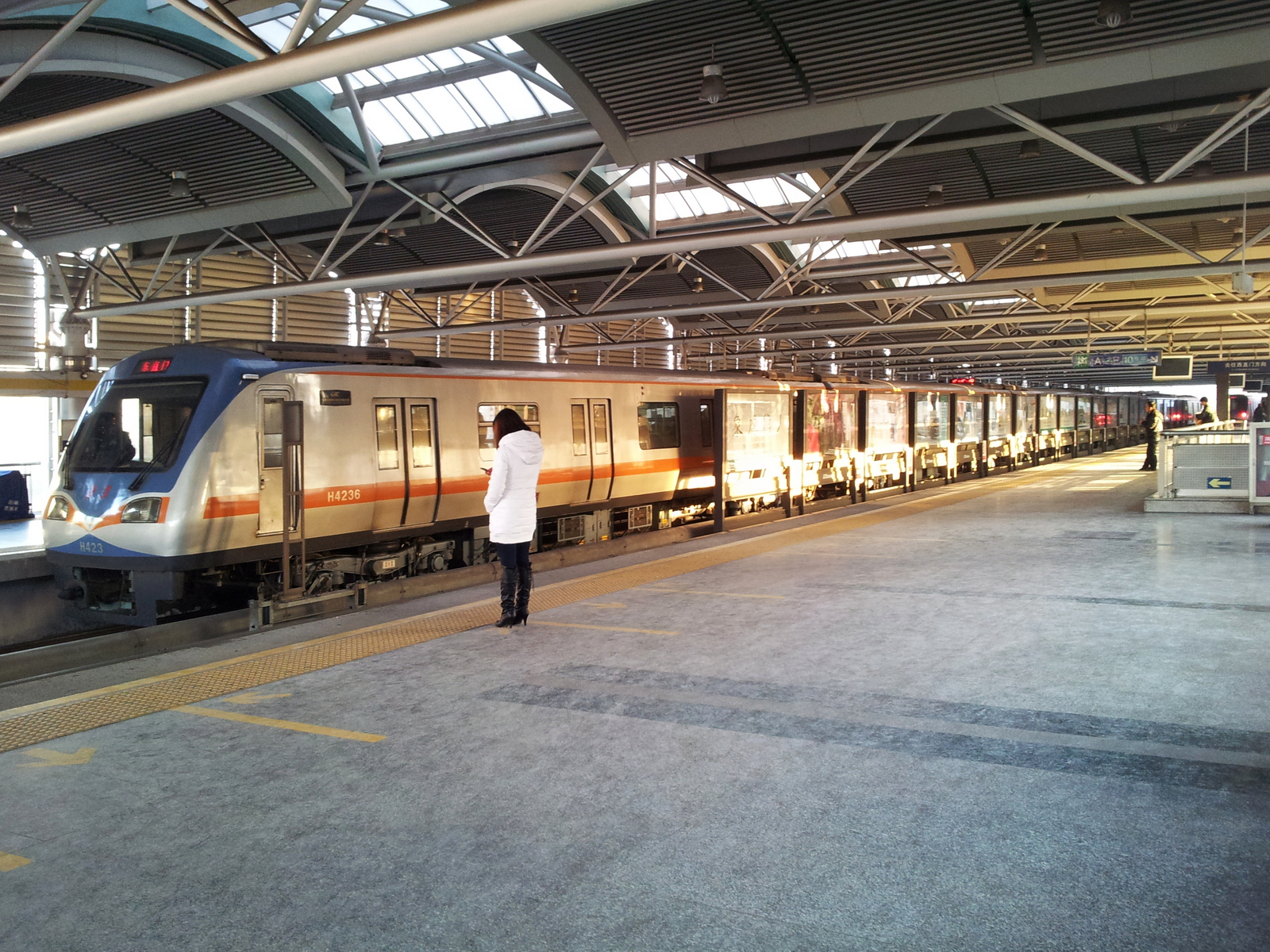
즈춘루역에서의 H423호 열차